# Sondervotum
Mit dem Begriff Sondervotum, auch genannt Minderheitenvotum, wird als die abweichende Meinung eines oder mehrerer Richter bei der Entscheidungsfindung eines Spruchkörpers bezeichnet, die mit der mehrheitlichen Auffassung nicht übereinstimmt.
Sondervoten kommen in zwei Arten vor:
- das Ergebnis nicht mittragende Mindermeinung (dissenting vote, dissenting opinion), bei der der/die Richter einen anderen Verfahrensausgang als die Mehrheit gewollt hat/haben;
- im Ergebnis zustimmende Mindermeinung (consenting vote, concurring vote, plurality opinion, separate opinion), bei der das Ergebnis der Mehrheitsmeinung unterstützt wird, allerdings aus anderen Gründen.

## Vorkommen in Deutschland

### Am Bundesverfassungsgericht
Bei den Verfahren vor dem Bundesverfassungsgericht (BVerfG) wurde mit dem 4. Änderungsgesetz des Bundesverfassungsgerichtsgesetzes vom 21. Dezember 1970 in § 30 Abs. 2 BVerfGG die Möglichkeit eines Sondervotums eingeführt. Seitdem kann den Entscheidungen des BVerfG ein Minderheitsvotum mit der Signatur der abweichenden Richterstimmen beigefügt werden. Ziel der Reform war es, erhöhte Transparenz bei Gerichtsentscheidungen zu erreichen und die Stellung des einzelnen Richters zu stärken.

### Im Abschlussbericht des Untersuchungsausschusses
Falls, entweder aus Zeitmangel, da eine neue Wahlperiode beginnt, oder aus Uneinigkeit der Mitglieder, kein Abschlussbericht zustande kommt, muss ein Sondervotum stattfinden.

### In den Bundesländern
Auch bei einigen Landesverfassungsgerichten in Deutschland sind Sondervoten möglich. So sieht z. B. § 12 Abs. 1 des Niedersächsischen Gesetzes über den Staatsgerichtshof die entsprechenden Anwendung von § 30 Abs. 2 BVerfGG vor. Das Hessische Staatsgerichtshofgesetz sieht in § 16 Abs. 3 eine eigenständige Regelung über die Möglichkeit eines Sondervotums vor. In den Verfahren der Schiedsgerichtsbarkeit sind Sondervoten gleichfalls zulässig. Mittlerweile ist die Möglichkeit von Sondervoten in allen Landesverfassungsgerichten gesetzlich verankert, mit Ausnahme von Baden-Württemberg, Rheinland-Pfalz und dem Saarland. In Baden-Württemberg und dem Saarland sind geheime Beratungen gesetzlich vorgesehen, woraus ein Verbot von Sondervoten abgeleitet wird. In Rheinland-Pfalz gibt es hierzu schlicht keine Regelung.

### An anderen Gerichten
Das Sondervotum ist nur an Verfassungsgerichten zulässig. Bei allen anderen Gerichten darf ein Sondervotum nicht veröffentlicht werden. Eine richterliche Schweigepflicht ergibt sich insoweit aus § 43 DRiG, der das Beratungsgeheimnis schützt. Die Einführung von Sondervoten an allen Gerichten wurde ausführlich auf dem 47. Deutschen Juristentag 1968 diskutiert. Problematisch ist insbesondere die Frage, ob Schöffen als Laien Sondervoten abgeben dürfen und ob neben Rechts- auch Tatfragen Thema eines Sondervotums sein dürfen.

### An Hochschulen
Innerhalb der Hochschulen sind in beschlussfassenden Gremien, insbesondere in Berufungsausschüssen, Minderheitenvoten möglich. Diese werden in die Akten aufgenommen und ggf. an das zuständige Ministerium weitergeleitet.

## Im Common Law
Im Gegensatz zum deutschen Recht dürfen im angelsächsischen Recht grundsätzlich Sondervoten veröffentlicht werden, was auch ausgiebig geschieht, z. B. am Supreme Court der USA. Diese Praxis gilt auch bei den meisten internationalen Spruchkörpern, die mehr vom Common Law als dem römisch-germanischen Recht beeinflusst sind. Grundsätzlich wird durch Sondervoten die Individualität der Richter stärker betont.

## Bedeutung von Sondervoten
Gemessen an den Entscheidungen spielen Sondervoten eine relativ geringe Rolle. Von den 1.714 abgedruckten Entscheidungen in den Bänden BVerfGE 30–101 enthielten lediglich 108 Entscheidungen Sondervoten. Zitiert wird in der Literatur vor allem die Mehrheitsmeinung, während die Argumentation der Sondervoten im späteren wissenschaftlichen Diskurs häufig nur eine untergeordnete Rolle spielt. Dennoch können Sondervoten zu einer Rechtsprechungslenkung führen. So kann ein Sondervotum z. B. einen späteren Rechtsprechungswandel andeuten, wenn sich die Meinungen aufgrund von gesellschaftlichem Wandel ändern. Auch bei der konkreten Entscheidung kann die Ankündigung eines Sondervotums zu einer intensiveren Debatte innerhalb des Kollegiums führen und so ein ausgeglicheneres Ergebnis ermöglichen.
Im angelsächsischen Rechtskreis haben Sondervoten ungleich höhere Bedeutung, vor allem jene des Obersten Gerichtshof der USA. So war zum Beispiel Oliver Wendell Holmes bei vielen seiner Fälle in der Minderheit, jedoch sind seine prägnanten und oftmals spätere Entwicklungen der Mehrheitsmeinung vorweg nehmenden Mindervoten heute oft bekannter als die Meinungen der damaligen Mehrheit und haben zum Teil dazu geführt, dass seine Auffassung später Gesetz wurde. In Fällen, deren Ergebnis in der heutigen Zeit fast einhellig als Fehlurteil gilt, werden Richter, welche Sondervoten abgegeben haben, manchmal im Nachhinein sogar zu Helden stilisiert, so Benjamin Robbins Curtis, welcher, als einer der beiden Richter mit Mindermeinung im Fall Dred Scott v. Sandford, so angewidert von der pro-Sklaverei Haltung des vorsitzenden Richters Roger B. Taney war, dass er vom Amt zurücktrat und wieder zu seiner Kanzlei zurückkehrte. In den Medien werden auch immer wieder Sondervoten aufgegriffen, die sich darin auszeichnen, dass sie die Meinung oder Argumentation der Mehrheit scharf angreifen. Bekannt hierfür war zum Beispiel Antonin Scalia, wenn er sich in der Minderheit befand.